# Top 14 2023-24
El campeonato de rugby XV de Francia de 2023-24, más conocido como Top 14 2023-24 fue la 125.ª edición del campeonato francés de rugby union. En este campeonato se enfrentan los catorce mejores equipos de Francia.

## Equipos participantes
| Equipo           | Ciudad           | Estadio                | Capacidad |
| ---------------- | ---------------- | ---------------------- | --------- |
| Bayonne          | Bayonne          | Stade Jean-Dauger      | 14 537    |
| Bordeaux Bègles  | Bordeaux         | Stade Chaban-Delmas    | 34 635    |
| Castres          | Castres          | Stade Pierre-Fabre     | 11 778    |
| Clermont         | Clermont-Ferrand | Stade Marcel-Michelin  | 19 357    |
| La Rochelle      | La Rochelle      | Stade Marcel-Deflandre | 16 689    |
| Lyon             | Lyon             | Stade de Gerland       | 35 052    |
| Montpellier      | Montpellier      | Stadium GGL            | 15 697    |
| Section Paloise  | Pau              | Stade du Hameau        | 14 999    |
| Perpignan        | Perpiñán         | Stade Aimé-Giral       | 14 727    |
| Racing 92        | Nanterre         | Paris La Défense Arena | 30 680    |
| Oyonnax          | Oyonnax          | Stade Charles-Mathon   | 11 400    |
| Stade Français   | Paris            | Stade Jean-Bouin       | 19 607    |
| Toulon           | Toulon           | Stade Mayol            | 16 437    |
| Stade Toulousain | Toulouse         | Stade Ernest-Wallon    | 18 784    |

## Clasificación
| Pos. | Equipo           | Encuentros | Encuentros | Encuentros | Encuentros | Tantos | Tantos | Tantos | PB | PB | Puntos |
| Pos. | Equipo           | PJ         | PG         | PE         | PP         | F      | C      | Dif    | BO | BD | Puntos |
| ---- | ---------------- | ---------- | ---------- | ---------- | ---------- | ------ | ------ | ------ | -- | -- | ------ |
| 1.º  | Toulouse         | 26         | 16         | 1          | 9          | 765    | 592    | +173   | 7  | 3  | 76     |
| 2.º  | Stade Français   | 26         | 17         | 1          | 8          | 539    | 511    | +28    | 4  | 1  | 75     |
| 3.º  | Bordeaux Bègles  | 26         | 15         | 0          | 11         | 677    | 558    | +119   | 5  | 4  | 69     |
| 4.º  | Toulon           | 26         | 15         | 0          | 11         | 704    | 519    | +185   | 5  | 4  | 69     |
| 5.º  | La Rochelle      | 26         | 13         | 1          | 12         | 595    | 496    | +99    | 5  | 7  | 66     |
| 6.º  | Racing 92        | 26         | 13         | 0          | 13         | 622    | 546    | +76    | 5  | 5  | 62     |
| 7.º  | Castres          | 26         | 13         | 0          | 13         | 643    | 642    | +1     | 4  | 6  | 62     |
| 8.º  | Clermont         | 26         | 12         | 2          | 12         | 621    | 671    | -50    | 6  | 3  | 61     |
| 9.º  | Pau              | 26         | 13         | 0          | 13         | 630    | 609    | +21    | 3  | 5  | 60     |
| 10.º | Perpignan        | 26         | 13         | 0          | 13         | 634    | 701    | –67    | 5  | 1  | 58     |
| 11.º | Lyon             | 26         | 12         | 0          | 14         | 630    | 754    | –124   | 5  | 2  | 58     |
| 12.º | Aviron Bayonnais | 26         | 11         | 0          | 15         | 572    | 669    | –97    | 2  | 6  | 52     |
| 13.º | Montpellier      | 26         | 9          | 0          | 17         | 542    | 655    | –113   | 1  | 7  | 44     |
| 14.º | Oyonnax          | 26         | 7          | 1          | 18         | 539    | 790    | –251   | 0  | 4  | 34     |

Nota: Se otorgan 4 puntos al equipo que gane un partido, 2 al que empate y 0 al que pierda
Puntos Bonus: 1 punto por convertir 4 tries o más en un partido y 1 al equipo que pierda por no más de 7 tantos de diferencia
|  | Clasificados directamente a semifinales y promovidos para la Copa de Campeones Europeos de Rugby 2024-25. |
|  | Clasificados para la reclasificación y promovidos para la Copa de Campeones Europeos de Rugby 2024-25.    |
|  | Repechaje con finalista de la ProD2                                                                       |
|  | Descenso a ProD2                                                                                          |

## Fase Final

### Cuartos de final
| 15 de junio de 2024 | Toulon | 29 - 34 | La Rochelle | Stade Mayol, Toulon |  |

| 16 de junio de 2024 | Bordeaux Bègles | 31 - 17 | Racing 92 | Stade Jacques Chaban-Delmas, Burdeos |  |

### Semifinal
| 21 de junio de 2024 | Toulouse | 39 - 23 | La Rochelle | Estadio Matmut Atlantique, Burdeos |  |

| 22 de junio de 2024 | Stade Français | 20 - 22 | Bordeaux Bègles | Estadio Matmut Atlantique, Burdeos |  |

### Gran Final del Top14
La final del campeonato tendrá lugar el 28 de junio de 2024 en el Stade Vélodrome, en Marsella. El Stade de France no está disponible para los Juegos Olímpicos y los Juegos Paralímpicos de verano de 2024.
| 28 de junio de 2024 | Toulouse | 59-3 | Bordeaux Bègles | Stade Vélodrome, Marsella |  |

| Bandera de Francia |
| Toulouse           |
|                    |

### Promoción Top 14 - Pro D2
| 16 de junio de 2024 | Grenoble | 18 - 20 | Montpellier | Stade des Alpes, Grenoble |  |

- Montpellier mantiene la categoría.